# Axapusco
Axapusco és un municipi a l'estat de Mèxic. Axapusco és la capital municipal i el principal centre de població d'aquesta municipalitat. Aquest municipi és a la part nord-oriental de l'estat de Mèxic. Limita al nord amb els municipis de San Mateo Atenco i Capulhuac, al sud amb Otumba, a l'oest amb San Martín de las Pirámides i a l'est amb l'Estat d'Hidalgo.